# Erupció estromboliana

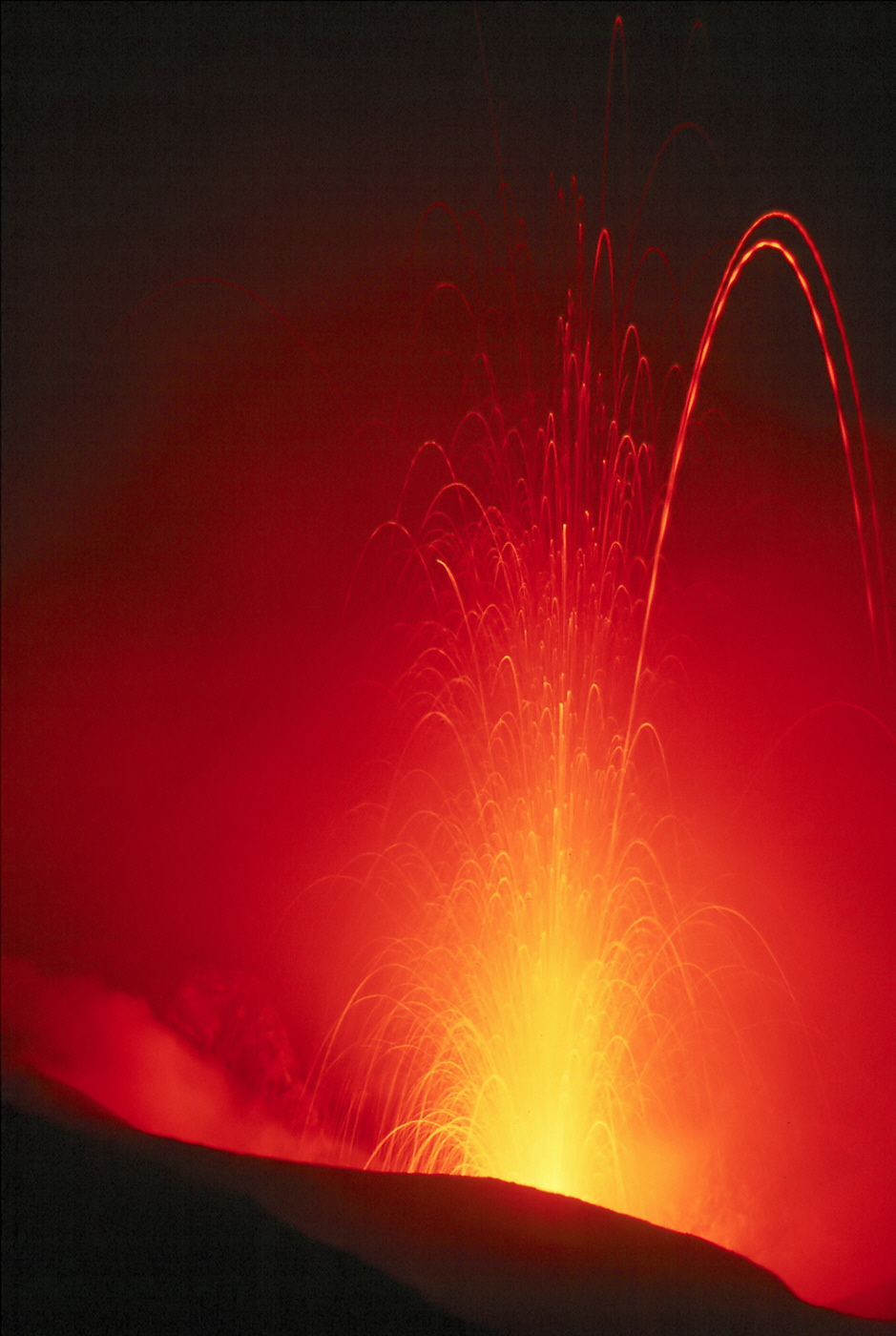
Erupció estromboliana

L'estrombolià és un tipus de vulcanisme caracteritzat per erupcions explosives separades per períodes de calma d'extensió variable.
El procés de cada explosió correspon a l'evolució d'una bombolla de gasos alliberats pel mateix magma. Els productes piroclàstics produïts per aquestes erupcions són bombes, lapilli i cendra, que en general donen origen a dipòsits de caiguda d'escassa extensió areal i a aparells volcànics de certa alçada.
El seu nom prové del volcà Stromboli, situat a les illes Eòlies, petit arxipèlag proper a l'illa de Sicília (Itàlia).
És precisament un tipus d'erupció típica de magmes basàltics.